# Glisy
Glisy is een gemeente in het Franse departement Somme (regio Hauts-de-France) en telt 826 inwoners (2019). De plaats maakt deel uit van het arrondissement Amiens.

## Geografie
De oppervlakte van Glisy bedraagt 5,5 km², de bevolkingsdichtheid is 149 inwoners per km².
De onderstaande kaart toont de ligging van Glisy met de belangrijkste infrastructuur en aangrenzende gemeenten.

## Demografie
Onderstaande figuur toont het verloop van het inwonertal (bron: INSEE-tellingen).